# HD 31362
HD 31362，又名BD+24 709，SAO 76848、HR 1575，是一颗恒星，视星等为6.37，位于銀經177.35，銀緯-11.54，其B1900.0坐标为赤經4h 50m 10s，赤緯+24° -11.54′ 57″。